# Bihardobrosd
Bihardobrosd (románul: Dobrești) község Romániában, Bihar megye középső részén. A Topa patak felső folyásánál fekszik.

## Története
1508-ban említik először, az esékei uradalom része volt.

## Népesség
A 2002-es népszámlálás alapján a településnek 5659 lakosa van. Amiből 4920 (86,94%) román, 720 roma (12,72%), 9 magyar (0,15%), 7 ukrán (0,12%), továbbá egy-egy orosz, szlovák és olasz nemzetiségű.
A lakosság vallási hovatartozása szerinti megoszlása: 4186 ortodox (73,97%), 1350 pünkösdista (23,85%), 107 baptista (1,89%), 11 római katolikus (0,19%) és 4 református (0,07%).

## Látnivalók
- 1725-ben épült a fatemplom. A templomfalak vastag kocsányostölgy gerendákból készültek melyeket 1935-1936-ban kívül-belül vastag vakolatréteggel borítottak, részben letakarva így a régebbi falfestményeket.
- „Peștera Toplița” (magyarul: Hévízi barlang) természetvédelmi rezervátum, 0,1 hektáron.

## Külső hivatkozások
- Etnikai-Nemzeti Kisebbségkutató Intézet
- A településről